# Kristen Ghodsee
Kristen Rogheh Ghodsee (sinh ngày 26 tháng 4 năm 1970) là một nhà dân tộc chí người Mỹ giữ học hàm Giáo sư Khoa Nghiên cứu Đông Âu và Nga tại Đại học Pennsylvania. Bà được biết đến chủ yếu vì các công trình liên quan đến Bulgaria hậu cộng sản, cũng như các đóng góp cho ngành nghiên cứu giới tính hậu xã hội chủ nghĩa.

## Đóng góp học thuật

### Hoài niệm đỏ, nạn nhân của chủ nghĩa cộng sản, và chủ nghĩa tân tự do
Năm 2004, Ghodsee xuất bản một trong những bài luận đầu tiên phân tích về bình diện giới tính của hiện tượng hoài niệm cộng sản ở Đông Âu. Ngay từ những năm 1990, rất nhiều học giả đã để ý đến hiện tượng Ostalgie ở Đông Đức và cái mà gọi là hoài niệm Nam Tư ở những quốc gia hậu thân của CHXHCN Nam Tư. Các công trình sớm về nỗi hoài niệm cộng sản tập trung vào các bình diện tiêu dùng và coi đó là giai đoạn cần thiết để dân chúng Đông Âu hậu cộng sản vượt qua quá khứ của đất nước họ. Trái lại, khái niệm "hoài niệm đỏ" của Ghodsee cân nhắc về vấn đề những người đàn ông và phụ nữ đã đương đầu thế nào với sự mất mát các lợi thế vật chất mà họ được hưởng dưới chế độ xã hội chủ nghĩa. Thay vì nuối tiếc những kỷ niệm cũ, hoài niệm đỏ tạo thành cơ sở của một phê phán về các biến động chính trị và kinh tế đặc trưng của thời kỳ hậu xã hội chủ nghĩa.
Theo Ghodsee, Tổ chức Tưởng niệm Nạn nhân của Chủ nghĩa Cộng sản là một tổ chức bảo thủ chống cộng, luôn tìm cách quy chụp chủ nghĩa cộng sản với các vụ giết hại, chẳng hạn như việc họ dựng các biển quảng cáo ở Quảng trường Thời đại với các khẩu hiệu tuyên truyền như "100 năm, 100 triệu người bị giết" và "Chủ nghĩa Cộng sản giết người." Ghodsee cho rằng tổ chức này, cùng nhiều tổ chức bảo thủ khác ở Đông Âu, tìm mọi cách để thể chế hóa trình thuật "Nạn nhân của Chủ nghĩa Cộng sản" như một lý thuyết diệt chủng kép, hay nói cách khác là sự đánh đồng giữa Holocaust của Đức Quốc xã (dựa trên chủng tộc) và các cuộc bức hại dưới chế độ cộng sản (dựa trên giai cấp). Ghodsee lập luận rằng con số 100 triệu hoàn toàn vô lý vì họ trích dẫn nó từ tác phẩm Sách đen chủ nghĩa cộng sản của Stéphane Courtois. Bà cũng cho rằng nỗ lực tẩy trắng lịch sử cộng sản của các tổ chức bảo thủ chống cộng đang được tăng cường, nhất là vào thời điểm khủng hoảng tài chính 2007–08, và đây có thể coi là một phản ứng của giới tinh hoa kinh tế chính trị nhằm chống lại sự trỗi dậy của cánh tả trong bối cảnh bất bình đẳng kinh tế lên cao ở cả phương Đông lẫn phương Tây như là hậu quả của chủ nghĩa tư bản tân tự do. Ghodsee cho rằng các thành tựu giáo dục, nữ quyền và an ninh xã hội dưới các chế độ cộng sản thường bị ém đi, theo đó các diễn ngôn liên quan đến chủ nghĩa cộng sản thường bị định hướng sang các tội ác của Stalin và thuyết diệt chủng kép.